# Efrem
Efrem, Efraim – imię męskie pochodzenia biblijnego. Wywodzi się od hebrajskiego słowa Ephrayim oznaczającego „przynoszący dobry owoc”. W Starym Testamencie był synem Józefa i Asenat, twórcą jednego z plemion Izraela. Ogłoszono siedmiu świętych o tym imieniu.
W styczniu 2024 w rejestrze PESEL, wśród publicznie dostępnych danych dotyczących żyjących osób, wykazano 37 mężczyzn o imieniu Efrem nadanym jako imię pierwsze oraz 21 mężczyzn noszących imię Efrem jako imię drugie.
Efrem imieniny obchodzi: 2 czerwca, 9 czerwca i 18 czerwca.

## Efrem, Efraim w innych językach
- łacina – Ephraem, Ephraim, Ephraimus[7]
- angielski – Ephraim, Ephrem, Ephraem[7]
- francuski – Efraïm, Ephrem[7]
- rosyjski – Ефрем, Офремей[8].

## Osoby o tym imieniu
- święty Efrem Syryjczyk
- Efraim Siewieła – pisarz.